# 大原 (京都市)

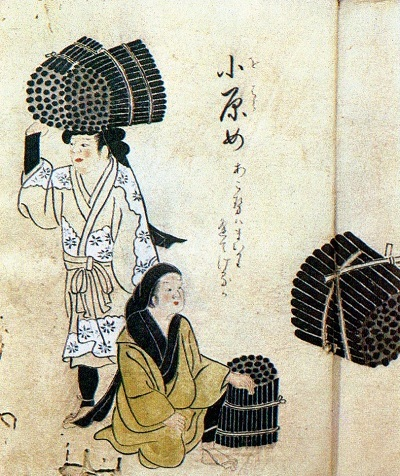
『職人尽歌合』に描かれた大原女

大原（おおはら）は、京都府京都市左京区北東部にある地名。比叡山の北西麓、高野川上流部に位置する。大原盆地は四方を山に囲まれており、高野川に沿って若狭街道が通っている。かつて大原村は山城国愛宕郡に属し、南隣の八瀬と併せて「八瀬大原」とも称された。古くは「おはら」と読まれ、小原とも表記された。

## 概要
大原盆地に位置するかつての大原村大字大原地区のほか、明治以降に合併した周辺の地区をあわせて左京区北東部の広大な面積を占める。大原盆地を除いてほとんど山間部で、人口はまばらである。以下の町から構成される（五十音順）。

### 旧 大字大原地区
大原盆地は花折断層沿いに形成された断層角盆地に分類される。
- 大原井出町
- 大原上野町
- 大原大長瀬町
- 大原草生町
- 大原古知平町
- 大原勝林院町
- 大原戸寺町
- 大原野村町
- 大原来迎院町

### それ以外の地区
尾越・大見地区はかつての山城国・近江国・丹波国・若狭国の国境地帯にあったため、所属関係は複雑に変遷してきた。中世には尾越・大見は百井とともに山城久多庄に含められ、のちに大見新庄と称して独立したが、1450年（宝徳2年）に久多とともに醍醐三宝院門跡領となり、1579年（天正7年）から明治まで朽木氏領となった。そのため近世まで近江側との交流も比較的活発に行われていた。
- 大原大見町

かつては薪炭生産が盛んだったが、炭の需要低下による経済的要因や教育問題といった事情により1973年までに全員離村した。その後2020年時点では、居住者がわずかに存在する。1979年から京都市北部周辺地域整備事業として大規模な都市公園である大見公園と京都市道大原花背線の整備が計画されていたが、地権者との合意形成に至らなかったことや、京都市の財政悪化といった事情により休止されている。
- 大原尾越町

大原を冠する地名の中で最も北の地域である。明治時代から昭和中期にかけて集落には10戸前後が暮らしていたが、1969年から離村が相次ぎ、1972年に全面廃村となった。2020年時点で居住者はいない。
- 大原小出石町

大原盆地から高野川沿いに北へ進んだところに位置する。途中越を抜けると滋賀県大津市に入る。
- 大原百井町

小出石町から前ヶ畑峠を越えた先に位置する。集落内は国道477号が横切っている。安曇川の源流である百井川は百井峠付近に端を発する。

## 歴史

### 中世

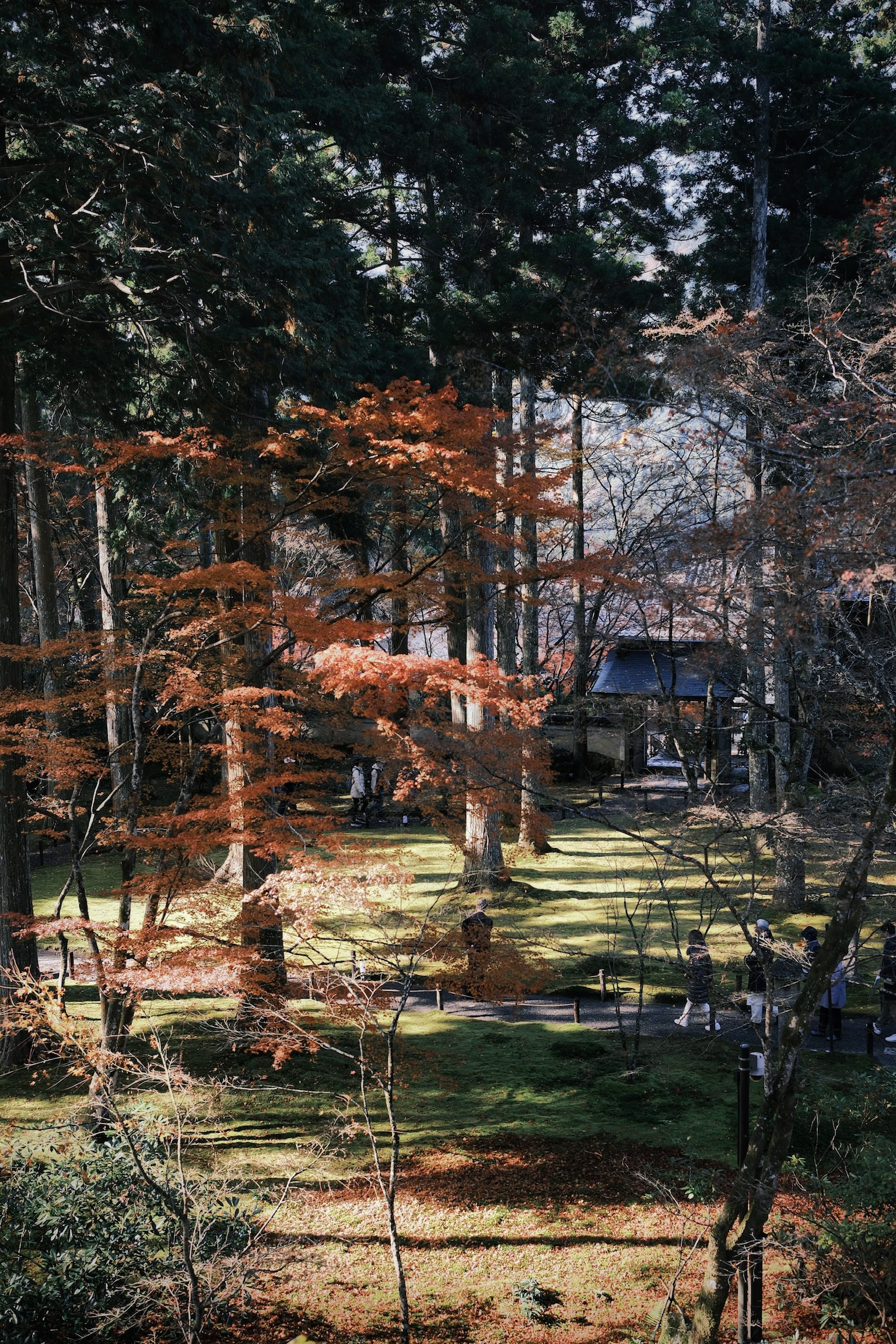
三千院の往生極楽院

大原という地名は平安期から見られ、平安時代初期に慈覚大師円仁が修練道場として開山した大原寺（だいげんじ、勝林院と来迎院の総称）に由来するとされる。比叡山の北西麓にあることから延暦寺の影響が強く、勝林院・来迎院・三千院・寂光院など多くの天台宗系寺院が建立された。平安時代の大原は平安京と若狭湾を結ぶ若狭街道の中継地点として栄えた。
山城国愛宕郡のうち、和名類聚抄では小野郷に属した。藤原師輔の日記『九暦』によると大原には朝廷の牧が置かれており、藤原実資の日記『小右記』によると大原は木材や薪炭の供給地として重要視されていた。「大原」は歌枕でもあり、古歌には大原の炭焼きを詠んだ歌が少なくない。
また、戦乱や政争による京都からの脱出のルートとしても用いられ、出家・隠遁の地としても古くから知られていた。惟喬親王や建礼門院をはじめ、大原三寂（常盤三寂）と称された寂念・寂超・寂然兄弟、藤原顕信・西行・鴨長明などの隠遁の地として知られている。鎌倉時代以降には大原女が京都まで薪炭を売り歩き、北白川の切り花などを売り歩いた白川女、桂川のアユなどを売り歩いた桂女と並び称された。後には柴漬や茶、麦粉などの特産でも知られるようになった。
- 「大原やまだすみがまもならはねば我宿のみぞ烟たえける」（良暹法師、詞花和歌集）
- 「大原や槇の炭竈冬くればいとも歎きの数やつもらむ」（曽根好忠、曽丹集）
- 「日かずふる雪げにまさる炭竈の煙もさびしおほはらの里」（式子内親王、新古今和歌集）

### 近世

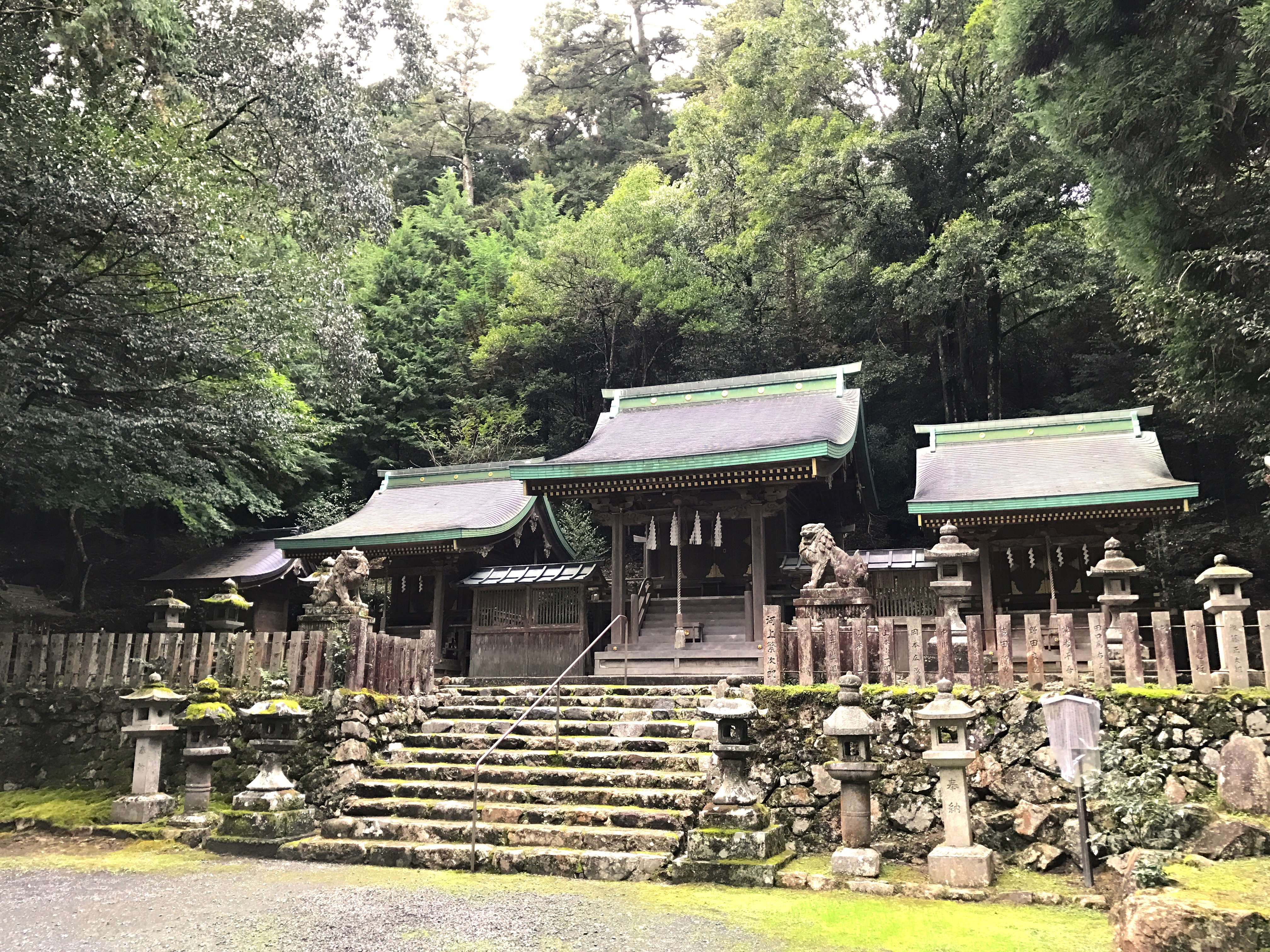
大原郷の産土神である江文神社

江戸時代には戸寺・上野・大長瀬・来迎院・勝林院・草生・野村・井出の8か村の総称として大原郷があった。『正保村高帳』によると8か村の総高は1,068石余、『元禄郷帳』『享保村名帳』によると1,052石余、『天保郷帳』によると1,080石余、『旧高郷帳』によると1,027石余である。大長瀬・来迎院・勝林院の3村は三千院（梶井宮門跡）の領地であり、戸寺・上野・草生・野村・井出は小出石とともに中東氏の領地であった。そして、庄屋が各村を治めていた。大原郷全体の産土神として江文神社があった。

### 近代
1883年（明治16年）には8か村が合併して大原村となった。1889年（明治22年）に町村制が制定されると、大原・大見・尾越・小出石・百井の5か村が合併し、これら合併前の5か村を大字とする愛宕郡大原村が成立した。後に13番目の集落として古知谷が分離した。1907年（明治40年）頃には若狭街道が改修されて人力車の通行が可能となり、京都までの交通が便利になった。1908年（明治41年）には397戸2,291人が住んでおり、田が152町余、畑が16町余、山林が2,112町余あった。1920年（大正9年）には家庭に電灯が導入され、1923年（大正12年）には鞍馬バスが大原の中心部に達した。

### 現代
1947年（昭和22年）には京都バスが大原に達している。合併直前の1948年（昭和23年）の人口は2,515人。1949年（昭和24年）には大原村が京都市左京区に編入された。5つの大字が解体され、13の集落がそれぞれ「大原○○町」と呼ばれる小字となった。1961年（昭和36年）には大原診療所が開設され、1967年（昭和42年）には大原街道が舗装された。1970年（昭和45年）には大原簡易水道が完成し、1971年（昭和46年）には大長瀬バイパスが開通した。三千院があるため、元々観光客が訪れる地域であったが、現在のように多くの観光客が訪れるようになったのは、1965年（昭和40年）に重唱団のデューク・エイセスが歌った「女ひとり」や、1972年（昭和47年）の大河ドラマ「新・平家物語」の影響が大きい。
花脊峠に接する大原百井町と皆子山から峰床山の麓に位置する大原大見町・大原尾越町は、2016年（平成28年）に京都丹波高原国定公園の指定地域となった。

## 教育

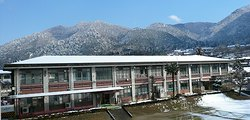
京都大原学院

1875年（明治8年）には大長瀬に大原小学校が開校し、1902年（明治35年）には来迎院に移転した。戦後の1947年（昭和22年）には大原小学校に大原中学校が併設された。2009年（平成21年）には来迎院町にあった京都市立大原中学校と京都市立大原小学校を一体化し、公立小中一貫校の京都大原学院となった。
1879年（明治12年）には小出石校、1891年（明治24年）には尾見分教室、1893年（明治26年）には尾越分教室、1905年（明治38年）には大原尋常小学校百井分校が開校した。いずれも現在までに廃校となっている。

## その他
日本画家の小松均は晩年に大原に移住し、大原の風景画を数多く残して「大原の画仙人」と謳われた。小松の死後の1990年11月2日には旧宅に小松均美術館が開館した。
重唱団のデューク・エイセスは1965年の曲「女ひとり」で大原を歌っており、歌詞には三千院が登場する。この曲はご当地ソングの先駆けのひとつである。
1996年にはイギリス出身のハーブ研究家であるベニシア・スタンリー・スミスが大原に移住した。2009年からはスタンリー・スミスに焦点を当てた『猫のしっぽ カエルの手 京都 大原 ベニシアの手づくり暮らし』がNHK BSプレミアムで放送されている。